# 砂川敬三郎
砂川 敬三郎（いさがわ けいざぶろう、1991年1月31日 - ）は、大阪府枚方市出身のアメリカンフットボール選手。現在Xリーグのオービックシーガルズに所属している。
関西大学文学部卒業。愛称は「さぶ」。

## 経歴

### 高校
父の影響を受け、大阪産業大学附属高等学校から本格的にアメリカンフットボールを始める。高校1年からディフェンスバックを務め、高校2年次と3年次にはクリスマスボウルを制して高校日本一となり、2連覇を達成する。

### 大学
2009年に関西大学に入学。1年生から試合出場。1年次に、61年ぶりの甲子園ボウル優勝、初のライスボウル出場。
2年次には、3校同率優勝により、2年連続6度目の優勝を果たす。
4年次には主将を務め、関西学生リーグ優秀守備選手賞を受賞している。

### 社会人
関西大学卒業後の2013年、Xリーグオービックシーガルズに入団。2013年は、ルーキー1年目からスターターを務め、ディフェンスの堅守に貢献。日本社会人選手権JXB優勝。ライスボウル優勝。オービックシーガルスは4連覇をはたす。
2014年は、オールXリーグに選出。2015シーズンには主将、2016シーズンは副将として、チームを牽引。
2018年7月16日、チアリーダーの伊藤奈美（NFLニューヨーク・ジェッツチアリーダー「フライトクルー」メンバー）と同年6月14日に結婚したことを自身のInstagramで発表した。

### 日本一
- 高校日本一：2007,2008
- 大学日本一：2009
- 社会人でライスボウル制覇：2013

### 日本代表メンバー歴
- U-19世界選手権	　2009年　U-19WCアメリカ（キャントン）大会
- GERMAN JAPAN BOWL Ⅱ（2014年）
- 第5回世界選手権アジア予選（2014年）
- 第5回世界選手権（アメリカ大会/2015年）-　ベスト11受賞 [7][8]

### メディア歴
- 2012年12月号　Touchdown(タッチダウン）表紙　
-ザ・プロファイル◎関西大学SF砂川敬三郎「最強の挑戦者」-[9]

- 2015/11/28（土）発売の女性ファッション雑誌「CLASSY」（光文社刊/毎月28日発売）2016年1月号の企画「ゴリラ男子に夢中です」に、アメフト界のイケメンゴリラ男子としてDB#25砂川敬三郎選手で紹介
-頼りがいがあって、愛嬌があって、おまけに優しい　「ゴリラ男子」に夢中です-[10]

- 2016/12/7（水）～12（月）、NHKでJAPAN X BOWLの生中継BS1 12/12（月）19:00～]の告知番組に出演。
番組収録が行われ、オービックシーガルズからはDB#1砂川敬三郎副将が、富士通からはQB#3コービー・キャメロン選手が出演[11]。